# Unearthly Trance
Unearthly Trance ist eine US-amerikanische Sludge-Band aus New York, die im Jahr 2000 gegründet wurde.

## Geschichte
Die Band wurde im Jahr 2000 von dem Gitarristen und Sänger Ryan „Rion“ Lipynsky und dem Bassisten Jay Newman gegründet. Nachdem das erste Demo unter dem Namen Sonic Burial Hymns veröffentlicht worden war, wurde das Label Southern Lord auf die Band aufmerksam, worüber die Single Lord Humanless Awakens / Summoning The Beast erschien. Im Jahr 2001 trennte sich die Band von ihrem Schlagzeuger Pete McCoil, der durch Darren „Vril“ Verni ersetzt wurde. Im Folgejahr schloss sich eine Tour durch die USA zusammen mit Electric Wizard an. Auf der Tour veröffentlichte die Band das Demo Hadit, ehe über Parasitic Records die Single Frost Walk With Me / Vitriolic Veracity Vs. the Vortex erschien, das unter der Leitung von  Stephen O’Malley (Sunn O)))) aufgenommen worden war. Im Herbst 2003 erschien über Rise Above Records das Debütalbum Season of Séance, Science of Silence. In Nordamerika erschien das Album über The Music Cartel, während die limitierte Vinylversion bei Parasitic Records erschien. Das zweite Album In the Red wurde im November 2004 über Rise Above Records in Europa veröffentlicht. Der Tonträger wurde in den Volume Studios in Chicago unter der Leitung von Sanford Parker aufgenommen. Es folgten Auftritte zusammen mit Morbid Angel, Pelican, Sunn O))), Warhorse, Om, Grief, Floor und Comets on Fire. Das dritte Album The Trident erschien im April 2006 über Relapse Records. Das Album wurde erneut unter Leitung von Sanford Parker aufgenommen. Die Aufnahmen fanden hierfür hauptsächlich in Steve Albinis Electrical Audio Studios statt. In den Jahren 2006 und 2007 hielt die Band diverse Auftritte ab und hielt dabei auch eine mehrmonatige Europatournee ab. In der zweiten Hälfte des Jahres 2007 setzte sich die Band erneut mit Sanford Parker in Verbindung, um das Album Electrocution in den Volume Studios aufzunehmen. Das Album erschien im Jahr 2008, dem im Jahr 2010 das Album V folgte. Im Jahr 2012 gab die Band ihre Auflösung bekannt, nach drei Jahren schlossen sie sich jedoch wieder zusammen und 2017 veröffentlichten sie mit Stalking the Ghost ein weiteres Album.

## Stil
Laut Gunnar Sauermann vom Metal Hammer „verbinden Unearthly Trance zum Teil die bleierne Schwere des Doom mit der aggressiven Wucht des Hardcore sowie einem Haufen psychedelischer Elemente“ auf dem Album The Trident. Der gutturale Gesang sei für eine Doom-Metal-Band extrem aggressiv. Sauermann zog Vergleiche zu Gruppe wie Sunn O))), Neurosis und High on Fire. Laut Robert Müller vom Metal Hammer sei die Band auf Electrocution keine Kopie von Black Sabbath, sondern vielmehr eine Mischung aus Gruppen wie The Melvins, High on Fire und ein wenig Bathory. Auf dem Album V spiele die Band laut Melanie Aschenbrenner vom Metal Hammer eine langsame Mischung aus Sludge und Doom Metal, die spätestens nach dem achten Lied gewollt monoton klinge.

## Diskografie
- Sonic Burial Hymns (Demo, 2000, Eigenveröffentlichung)
- Nuit / Sonic Burial Hymns (Demo, 2001, Eigenveröffentlichung)
- Lord Humanless Awakens / Summoning the Beast (Single, 2001, Southern Lord)
- Hadit (Demo, 2002, Eigenveröffentlichung)
- Frost Walk With Me / Vitriolic Veracity Vs. the Vortex (Single, 2003, Parasitic Records)
- Season of Séance, Science of Silence (Album, 2003, Rise Above Records)
- In the Red (Album, 2004, Rise Above Records)
- Live in Belgium (Live-Album, 2005, Humanless Records)
- The Trident (Album, 2006, Relapse Records)
- The Axis Is Shifting (EP, 2007, Banana Hammock Records)
- Eleven Are the Voices (EP, 2007, Land o' Smiles Records)
- Electrocution (Album, 2008, Relapse Records)
- Psychological Operations (Split mit Suma, 2008, Grimmgrinner Records)
- Unearthly Trance / Ramesses (Split mit Ramesses, 2009 Future Noise Recordings)
- Unearthly Trance / Minsk (Split mit Minsk, 2009, Parasitic Records)
- Unearthly Trance / Aldebaran (Split mit Aldebaran, 2009, Parasitic Records)
- Unearthly Trance / Volition (Split mit Volition, 2010, Wolfsbane Records)
- Unearthly Trance / The Endless Blockade (Split mit The Endless Blockade, 2010, Chrome Peeler Records)
- V (Album, 2010, Relapse Records)
- Collaboration (EP, 2010, Throne Records)
- Manson (Split mit Wooden Wand, 2010, Chrome Peeler Records)
- Stalking the Ghost (Album, 2017, Relapse Records)